# ウプクフ駅
ウプクフ駅（ウプクフえき）は、ポーランド共和国ポトカルパチェ県サノク郡にあるポーランド国鉄107号線の駅である。

## 駅構造

### ホーム
3線を持つ地上駅。
| 路線    | 方向   | 行先                                             | 備考       |
| ------- | ------ | ------------------------------------------------ | ---------- |
| 191号線 | 南方向 | メヂラボルツェ方面                               | 普通       |
| 108号線 | 北方向 | サノク、タルゴヴィスカ、ヤスウォ、ジェシュフ方面 | 快速、普通 |

### ダイヤ[1][2]
- メヂラボルツェ方面
  - 夏季のみ運行。一日あたり、土曜日に2本、日曜日に1本が運行し、平日は運行しない。「ヴォヤク・シュヴェイク」の愛称がつけられている。
- サノク方面
  - 快速「カルパティ」号が、夏季のみ、一日1本ヤスウォまで運行する。
  - 普通も夏季のみの運行で、一日2本、土曜日に限り3本が運行する。うち1本は「ビェシチャツキ・ウォンチニク」の愛称が、土曜日の2本・休日の1本は「ヴォヤク・シュヴェイク」の愛称がつけられている。

## 隣の駅
ポーランド国鉄
108号線
快速、普通
メヂラボルツェ町駅 - ウプクフ駅 - ノヴィ・ウプクフ駅

## その他
ポーランド最南端の駅で、スロバキアとの国境に近い。